# Georg Rasch
Pour les articles homonymes, voir Rasch.
Georg Rasch, né le 21 septembre 1901 et mort le 19 octobre 1980, est un mathématicien danois spécialisé en statistique et en psychométrie.
Il est particulièrement connu pour son développement d'une méthode d'analyse de données connue sous le nom de modèle de Rasch.